# Patrick van Kalken
Patrick van Kalken (Rotterdam, 29 september 1975) is een voormalig Nederlands judoka. In 2000 werd hij 5e op de Olympische Spelen. In datzelfde jaar werd hij Europees kampioen in Wrocław, Polen.
Hij werd ook meerdere keren Nederlands kampioen in verschillende gewichtsklassen. Na zijn sportcarrière werd hij eigenaar van een bedrijf in de verkoop van judopakken en andere vechtsportbenodigdheden.

## Erelijst

### judo (half-lichtgewicht, 66kg)
- 1998:  EK judo 1998
- 1999:  WK judo 1999
- 2000:  EK judo 2000
- 2000: 5e OS Sydney 2000